# Акуваев, Эдуард Измайлович
Эдуард Измайлович Акуваев (25 февраля 1945, Махач-Кала — 24 апреля 2015, Нетания, Центральный округ) — советский, российский и израильский художник, иллюстратор и педагог.  Член Союза художников СССР, России и Израиля, имел звание Заслуженный деятель искусств Дагестана и Заслуженного художника Дагестана. Лауреат республиканской премии им. Халилбека Мусаева. Ряд работ хранится в Национальном музее Республики Дагестан г. Махачкала, Дагестанском музее изобразительных искусств и Дербентском государственном музее. Участвовал в Всероссийских, зональных и республиканских выставок.

## Биография
Эдуард Акуваев родился в Махачкале в горско-еврейской интеллигентной семье. Серьёзное увлечение Эдуарда искусством началось в Дагестанском художественном училище имени Джемаля, куда он поступил после восьмого класса общеобразовательной школы. После окончания училища его отправили учиться в Московский художественный институт имени В. И. Сурикова.
После учёбы Эдуард отслужил в армии и вернулся в Махачкалу, год он преподавал в родном Дагестанском художественном училище имени Джемаля и 1973 году его пригласили работать в только открывшийся Художественно Графический Факультет Дагестанского педагогического института. Где он работал больше двадцати лет старшим преподавателем и доцентом кафедры живописи.
Как педагог Эдуард совмещал педагогическую деятельность с творчеством. Он написал картину «Натюрморт с репродукцией Шардена». В атрибутах для своей картины Эдуард использовал старые вещи своей бабушки; медный таз, коврик и сулевкентский кувшин. Эти предметы старины связывали художника с Шарденом, которого Эдуард очень любил и почитал. Картина экспонировалась на выставке «Зона Юга», а затем была куплена Дагестанским музеем изобразительных искусств, где картина находится по сей день.
В 1970-е годы художник участвовал во многих выставках. Так, картина «Портрет бабушки» экспонировалась на 5-й Всероссийской выставке в Москве в 1975 году.
В 1977 году Эдуард Акуваев был принят в Союз художников СССР. 
Национальный музей Республики Дагестан имени А. Тахо-Годи в Махачкале и фонд им. имама Шамиля заказали Эдуарду Акуваеву написать портреты имамa Гази-Мухаммадa и аварского вождя и военачальника Хаджи-Мурадa. В 1992 году художник завершил оба портрета, что находятся в постоянной экспозиции в Национальном музее Республики Дагестана. Эдуард Акуваев по рисунку Григория Гагарина написал портрет «Хаджи-Мурат на фоне села Хунзах». Оба портрета основаны на исторических личностях.
Работал с крупным издательством «Дагучпедгиз». В 1985 нарисовал иллюстрацию на обложке и внутренние иллюстрации для повести «А зори здесь тихие…» Бориса Васильева, для романа «Пятнадцатилетний капитан» Жюля Верна.
В 1996 году Эдуард Акуваев с семьёй иммигрировал в Израиль.
В Израиле он был членом Союза художников Израиля. Он участвовал во многих художественных выставках, такие, как «Выставка художников Нетании» (1996), «Выставка художников-хыходцев с Кавказа к 40-летию Верхнего Назарета» (1998), «Выставка художников-выходцев с Кавказа в Нетании» (1999), «Выставка художников Кавказа в Мерказ ха-музыка» (Тель-Авив-Яффа, 2000) и «Выставка художников-выходцев с Кавказа в Иерусалимском музее» (2001).
В Израиле у художника было много заказчиков. Стиль и техника живописца не менялись на протяжении всей карьеры художника.
Работы Эдуарда Акуваева хранятся в Дагестанском художественном фонде, в музеях Дагестана, частных коллекциях России, Израиля, США, Канады, Германии и Австралии.